# فلیچه آندرئاسی
فلیچه آندرئاسی (ایتالیایی: Felice Andreasi؛ ‏ ۸ ژانویهٔ ۱۹۲۸ – ۲۵ دسامبر ۲۰۰۵) بازیگر اهل ایتالیا بود.
از فیلم‌هایی که وی در آن نقش داشته‌است، می‌توان به زندگی عجیب است، فیورینا، گاو ماده، مظنون، شب بخیر، آقایان و خانم‌ها، چگونه از دست زن خلاص شده، یک معشوقه پیدا کنیم، نخستین شیره زفاف و زیبایی زنان اشاره کرد.
آندرئاسی در سال ۲۰۰۰ برنده جایزه انجمن ملی فیلم ایتالیا بهترین بازیگر نقش مکمل مرد شده‌است.